# 北京华北宾馆
北京华北宾馆，位于北京市石景山区八大处甲1号，现由融通旅发管理。

## 简介
华北宾馆前身为1958年设立的北京军区司令部招待科，此后先后更名为北京军区招待总所第一招待所、北京军区西山饭店，1999年正式命名为北京军区招待所，重建后于2012年5月以“华北宾馆”之名重新开业。重建后的华北宾馆占地面积24200平方米，总建筑面积64766平方米，按五星级标准建设，拥有客房、32个餐厅和包间、15个会议室，并设有停车场、乒乓球室、游泳馆、台球室、高尔夫模拟室、健身房等设施。该宾馆毗邻八大处公园、香山公园。
该宾馆是中央国家部委、北京市党政机关会议定点单位。开业后不久便接待了参加全国政协十二届一次会议的全国政协委员，北京军区第十次党代会，以及军委总部、国务院各部委、央企组织的会议和活动。后来，该宾馆经常接待参加全国政协全体会议的全国政协委员，例如2016年接待了参加全国政协十二届四次会议的科技界委员。
在2016年军改前，中国人民解放军北京军区招待所（华北宾馆）是隶属于中国人民解放军北京军区的事业编制单位，实行企业化管理。随着军队和武警部队全面停止有偿服务，北京融通华北宾馆有限责任公司于2019年10月31日成立，华北宾馆同年11月29日正式转隶中国融通资产管理集团有限公司。